# Coleophora eothina
Coleophora eothina é uma espécie de mariposa do gênero Coleophora pertencente à família Coleophoridae.